# Éducation en Uruguay
L'éducation en Uruguay est obligatoire pendant onze années (2 années de préscolaire, 6 ans d'enseignement primaire et 3 ans d'enseignement secondaire).
L’Uruguay présente un système d’enseignement public qui fait preuve de bons indicateurs de performance tels que la moyenne d’années de scolarité et les taux d’alphabétisation de la population (en 2018, le taux d'alphabétisantion en Uruguay était de 99% 2018).
L’Uruguay a été le premier pays au monde à engager et à mettre en œuvre un plan de distribution de PC à tous les étudiants et enseignants du système public avec le but stratégique d’améliorer la qualité de l’éducation dans un cadre d’égalité. L’Uruguay a fait partie des principales études internationales chargées des barèmes académiques, ce qui lui fait occuper une place de choix.

## Technologies de l'information et communication
L’Amérique Latine est devenue l’une des régions les plus dynamiques dans le domaine de l’intégration des TIC (technologies de l'information et de la communication) à l’école. En effet, l’apprentissage mobile a pris un grand essor depuis quelques années et l’on assiste désormais au grand défi de pouvoir garantir dans ce contexte l’inclusion sociale et la démocratisation des systèmes d’enseignement.

## Programme socio-éducatif

### Contexte
Le Plan Ceibal mis en œuvre en 2007 en Uruguay est l’initiative au plus fort développement et couverture en matière de connectivité. Le plan est né d’une forte hégémonie, produit d’une volonté de gestion et d’une priorité de l’éducation, ce qui a permis d’obtenir les soutiens politique et budgétaire nécessaires. Pour exécuter le plan proposé, les décisions politico-stratégiques sont prises auprès du gouvernement et la gestion opérationnelle est dans les mains d’un organe paraétatique, le Centro Ceibal où la participation du Ministère de l’Éducation est minoritaire.
Le Plan Ceibal de l’Uruguay a adopté une stratégie qui, en fonction de la demande détectée et des décisions prises tout au long de la mise en œuvre de son projet, fait appel au secteur privé pour capter les ressources nécessaires indispensables aux efforts de développement. C’est dans ce cadre qu’ont lieu les négociations avec le marché de l’édition et l’acquisition des droits d’utilisation des textes scolaires et des livres qui feront partie de la bibliothèque numérique Ceibal ainsi que des tablettes distribuées aux élèves du CP.

### Principe et mise en œuvre
Le Plan Ceibal a déployé et entretient une infrastructure de réseaux et de serveurs pour les écoles de tout le pays. À l’heure actuelle, 99% des écoles ont une connexion à Internet et la plupart de celles qui sont en milieu urbain sont sur un réseau de fibre optique, le reste sur ADSL. Dans le cas des écoles rurales on trouve une variété en matière de connectivité, selon l’emplacement et le nombre d’inscrits.
La première étape de mise en œuvre a fait appel à l’installation d’un réseau électrique pour toutes les écoles qui n’en avaient pas, afin de faire parvenir le net partout, un service fourni par la société ANTEL. Outre ces écoles, le Plan Ceibal a déployé des points de libre accès dans les parcs, les bibliothèques publiques et les clubs de manière à permettre l’accès à Internet aux enfants des secteurs les plus vulnérables qui ne disposent pas de ce moyen dans leurs foyers. Un pourcentage élevé des écoles sur réseau à fibre optique dispose également d’un centre de visioconférence généralement installé dans un espace polyvalent. La fibre optique permet d’atteindre des vitesses de 30 Mbps (en aval) et de 10 Mbps (en amont) avec une moyenne estimée à 100 Kbps par élève si tout le monde navigue en même temps. Cette vitesse est considérée comme étant suffisante pour jouir d’une expérience d’utilisation raisonnable avec les ressources pédagogiques en ligne.

### Obstacles
Malgré des progrès considérables atteints depuis le début du programme, en 2007, le plan Ceibal se heurte néanmoins à des obstacles et des problèmes, dont le principal est celui de permettre une utilisation plus intense et pertinente des technologies afin d’avoir une portée plus vaste et plus profonde sur l’apprentissage des enfants, notamment au collège et au lycée.

## Plan de distribution de PC à tous
À partir de 2012 des ordinateurs portables ont été distribués aux étudiants des instituts lorsqu’ils entamaient leur troisième année (décision fondée sur le taux élevé d’abandon au cours des deux premières années) et des portables assortis de kits LabTeD pour les laboratoires informatiques des instituts pédagogiques. Il convient de souligner que le débat portant sur la formation initiale des enseignants dans la région pose la question sur la place de l’utilisation pédagogique des TIC. Il s’agit de savoir si une formation spécifique des TIC doit faire partie du programme d’étude ou si elle devrait être transversale aux différentes matières enseignées.

### Place des enseignants
Le Plan Ceibal de l’Uruguay a identifié l’importance des directeurs dans le processus de la durabilité des actions des maîtres qui sont à l’origine de la dynamique et de ceux qui comptent sur le soutien de Ceibal (MAC). Ainsi, l’engagement et la formation de ces directeurs d’école sont considérés un élément clé pour le processus d’accompagnement pédagogique des enseignants. Il s’agit de tirer profit de la qualité de l’apprentissage au-delà du travail spécifique fait par les MAC.
Par ailleurs, l’adoption du plan Ceibal a été adapté d’emblée au contexte uruguayen, en particulier en ce qui concerne le rôle central des enseignants, leur participation et leur formation. Visant à renforcer la viabilité de sa politique nationale, le Plan Ceibal doit à l’avenir tirer un meilleur profit de l’ANEP et, en général, des parties prenantes du système scolaire, des développements technologiques et des innovations recherchées par le Centro Ceibal.

### Ressources éducatives en ligne
Des sites web ont été conçus en Uruguay comme des espaces publics, gratuits, ouverts à la communauté éducative et garantis par l’État.
En Uruguay, deux sites web éducatifs  : celui du Plan Ceibal et celui de l’ANEP dont les offres de ressources et les soutiens qu’ils obtiennent sont différents.
Des plates-formes adaptatives d’apprentissage en ligne CREA2 et PAM (achetées à des sociétés étrangères en fonction des besoins décelés par le Plan Ceibal) facilitent le processus d’adaptation aux enseignants et aux élèves uruguayens[réf. à confirmer]. Il en va de même du projet Ceibal en anglais, un modèle d’apprentissage de l’anglais comme langue étrangère avec une modalité de formation à distance et en salle de classe. Ces cours ont été achetés au British Council comme une stratégie pour faire face au manque d’enseignants d’anglais à l’école primaire bien que des adaptations ont été faites pendant la période de son exécution.

## Sources
- Cet article est partiellement ou en totalité issu de la page « Révision comparative des initiatives nationales d'apprentissage mobile en Amérique Latine: les cas du Costa Rica, de la Colombie, du Pérou et de l'Uruguay, rapport d'analyse comparative » de UNESCO, le texte ayant été placé par l’auteur ou le responsable de publication sous la CC BY-SA 3.0 IGO